# Maranthes floribunda
Maranthes floribunda là một loài thực vật có hoa trong họ Cám. Loài này được (Baker) F.White mô tả khoa học đầu tiên năm 1976.